# Périgny (Val-de-Marne)
Périgny is een gemeente in het Franse departement Val-de-Marne (regio Île-de-France) en telt 2020 inwoners (1999). De plaats maakt deel uit van het arrondissement Créteil.

## Geografie
De oppervlakte van Périgny bedraagt 2,8 km², de bevolkingsdichtheid is 721,4 inwoners per km².
De onderstaande kaart toont de ligging van Périgny (Val-de-Marne) met de belangrijkste infrastructuur en aangrenzende gemeenten.

## Demografie
Onderstaande figuur toont het verloop van het inwonertal (bron: INSEE-tellingen).